# Nottoway (Virginia)
Nottoway település az Amerikai Egyesült Államok Virginia államában, Nottoway megyében, melynek megyeszékhelye is. Lakosainak száma 63 fő (2020. április 1.).

## Népesség
A település népességének változása:

| 2010 | 84 |
| 2020 | 63 |